# 요아심 비예르클룬
요아심 비예르클룬(스웨덴어: Joachim Björklund, 1971년 3월 15일~)은 스웨덴의 전직 프로 축구 선수로, 현역 시절 중앙 수비수로 활약했다. 그는 현재 노르웨이 엘리테세리엔의 사릅스보르그 08에서 수석 코치를 맡고 있다.
외스테르와 브란에서 축구를 시작한 비예르클룬은 예테보리 소속으로 3번 스웨덴 리그 우승을 거두었고, 이후에 스코틀랜드 프리미어리그, 세리에 A, 라 리가, 그리고 프리미어리그의 여러 구단을 두루 거쳤다. 1992년에서 2000년까지 성인 국가대표팀의 일원이기도 한 비예르클룬은 스웨덴 국가대표팀 경기에 78번 출전했고, 자국을 대표로 유로 1992와 2000, 그리고 1994년 월드컵에 참가하여 후자의 대회에서 3위의 성과를 냈다.

## 구단 경력
외스테르의 유소년부의 평범한 졸업생으로 현역 생활을 시작한 그는 브란에서 거물로 도약하여 예테보리에 입단했다. 그는 예테보리 소속으로 맨체스터 유나이티드와의 1994-95 시즌 챔피언스리그 조별 리그전에서 3-1 깜짝승을 거두어 1994-95 시즌 챔피언스리그의 조별 리그 통과에 공헌했고, 결국 바르셀로나, 맨체스터 유나이티드, 그리고 갈라타사라이를 모두 제치고 A조에서 조 1위에 등극해 토너먼트전에 진출했지만, 바이에른 뮌헨에 패하며 8강 진출에 만족해야만 했다. 시즌 끝에 그는 비첸차로 1998년 6월 20일에 £2.5M로 입단했고, 그는 뒤이어 다시 스코티시 프리미어리그의 레인저스와 계약을 £2.2M에 맺었고, 시즌 후 리그 우승 메달을 목에 걸었다. 그의 다음 행선지는 발렌시아로 1998년 6월 20일에 £2.5M으로 입단해, 3년을 활약하고 이탈리아의 베네치아로 이동해 1년을 보냈다. 발렌시아 시절, 그는 소속 구단의 1999–2000 시즌과 2000–01 시즌 챔피언스리그 결승행에 힘을 보탰다.
비예르클룬은 2002년 1월에 £1.5M으로 선덜랜드와 계약을 체결했으나, 이듬해인 2003-04 시즌의 강등을 막지 모했다. 그러나, 그는 2003-04 시즌 소속 구단의 3부인 1부 리그 우승을 도왔고, FA컵 4강에도 올랐지만, 믹 매카시 감독이 그를 배제시키기 시작하면서 프리미어리그 새내기인 울버햄프턴 월더러스로 이적했다. 그는 잦은 부상으로 허덕이며 5경기 출전에 그친 한 시즌에 현역 은퇴를 선언했고, 1부 리그 승격 직행도 무위로 돌아갔다.

## 국가대표팀 경력
수 년 동안, 그는 파트리크 안데르손과 짝지어져 스웨덴 국가대표팀의 중앙 수비로 호흡을 맞추였다. 비예르클룬은 유로 1992에 스웨덴 선수단 일원으로 발탁되었고, 1994년, 그리고 유로 2000에도 참가했다. 1994년 월드컵에서 그는 스웨덴 선수단이 브라질과 이탈리아에 이어 3위의 성적을 기록하는데 일조했다. 그는 바르셀로나에서 열린 1992년 하계 올림픽에서도 선수단의 일원으로 참가했다.
발렌시아에서 그리 많지 않은 출전 기회를 받은 비예르클룬은 스웨덴 국가대표팀의 2002년 월드컵 예선전에서 명단에 이름을 올리지 못했다. 이에 낙담한 그는 30세에 국가대표팀 은퇴 선언을 했다.

## 은퇴 후 행보
축구화를 벗은 후, 그는 발렌시아의 스카웃으로 근무하였는데, 그가 주로 맡은 지역은 북부 유럽 국가였다. 그는 스웨덴 카날+에서 스웨덴 평론가도 맡고 있으며, 몇 년 동안 라 리가 경기를 중계했다.

### 함마르뷔 수석 코치
2018년 1월 28일, 비예르클룬은 알스벤스칸의 함마르뷔 수석 코치로 취임해 스테판 빌보른을 보좌했다. 함마르뷔는 그의 1년차에 리그에서 중위권에 머물다가 4위로 마감했다.
2019년, 함마르뷔는 리그 초반에 중위권을 맴돌았으나, 시즌이 진행되면서 인상적인 활약을 보이기 시작했고,(22차전부터 30차전까지 8경기 연속 승리 포함) 결국 알스벤스칸을 3위로 마감했다. 그에 따라 함마르뷔는 10년 넘는 세월 중에 첫 유럽대항전 진출권인 유로파리그 진출권을 넣게 되었다.
2020년 1월 5일, 빌보른과 비예르클룬은 함마르뷔와의 계약을 3년 연장했다. 코로나-19 범유행으로 연기된 시즌에서 소속 구단은 실망스러운 리그 8위의 성적을 거두었다. 구단은 2020-21 시즌 유로파리그 1차전에서 푸슈카시 어커데미어를 3-0으로 이겼지만, 레흐 포즈난과의 2차전에서 0-3 완패로 대회를 중도에 하차했다.
2021년 5월 30일, 비예르클룬은 헤켄과의 스벤스카 쿠펜 결승전 경기에서 0-0으로 비긴 후 승부차기에서 5-4로 이겨 함마르뷔 소속으로 대회 우승을 거두었다. 2021년 6월 11일, 함마르뷔는 구단이 알스벤스칸 2021 시즌에서 8경기 후 8위로 처지면서 스테판 빌보른 감독과의 계약 해지를 발표했고, 비예르클룬은 시즌 말까지 구단에 남았다.

### 사릅스보르그 08
2022년 1월 9일, 비예르클룬은 노르웨이 엘리테세리엔의 사릅스보르그 수석 코치로서 스테판 빌보른과 재회했다.

## 개인사
그는 스웨덴의 축구 감독 칼-군나르 비예르클룬의 아들이며, 함마르뷔에서 뛰고 있는 칼레 비예르클룬의 부친이기도 하다. 그의 외삼촌 토미 스벤손은 1991년부터 1997년까지 스웨덴 국가대표팀을 역임하기도 했다.

## 경력 통계

### 국가대표팀
| 국가대표팀 | 연도 | 출장 | 골 |
| ---------- | ---- | ---- | -- |
| 스웨덴     | 1992 | 9    | 0  |
| 스웨덴     | 1993 | 4    | 0  |
| 스웨덴     | 1994 | 18   | 0  |
| 스웨덴     | 1995 | 8    | 0  |
| 스웨덴     | 1996 | 8    | 0  |
| 스웨덴     | 1997 | 8    | 0  |
| 스웨덴     | 1998 | 6    | 0  |
| 스웨덴     | 1999 | 7    | 0  |
| 스웨덴     | 2000 | 9    | 0  |
| 합계       | 합계 | 78   | 0  |

## 수상

### 선수
예테보리
- 알스벤스칸: 1993, 1994, 1995

레인저스
- 스코티시 프리미어리그: 1996–97
- 스코틀랜드 리그컵: 1996–97

발렌시아
- 코파 델 레이: 1998–99
- 수페르코파 데 에스파냐: 1999
- 챔피언스리그 준우승: 1999–2000, 2000–01
- 인터토토컵: 1998[26]

스웨덴
- 월드컵 3위: 1994

### 감독
함마르뷔
- 스벤스카 쿠펜: 2020–21 (수석 코치 신분으로)